# Bundesstrasse 106
Bundesstrasse 106 är en 77 kiolometer lång förbundsväg i det nordtyska förbundslandet Mecklenburg-Vorpommern. Vägen börjar i Wismar och går till Ludwigslust, via förbundslandets huvudort Schwerin.